# Liothrips russelli
Liothrips russelli är en insektsart som först beskrevs av Ian A. Hood 1925.  Liothrips russelli ingår i släktet Liothrips och familjen rörtripsar. Inga underarter finns listade i Catalogue of Life.